# Carlos Hoffmann
Carlos Jaime Hoffmann Vargas (Valparaíso, Región de Valparaíso, Chile, 5 de mayo de 1936 - Concepción, Región del Bio Bio, Chile, 4 de junio de 2013) fue un futbolista y exentrenador chileno. Jugó de delantero y su último club fue Naval de Chile.
Fue el primer jugador profesional de su familia siendo seguido por su hermano menor Reynaldo Hoffmann, sus sobrinos Reynaldo Hoffmann Castro y Alejandro Hoffmann Castro (hijos de Reynaldo) y su sobrino nieto Mark González siendo parte de la Selección de fútbol de Chile. 
Destaca su paso por el Santiago Wanderers donde obtendría tres títulos en más de doscientos partidos jugados convirtiendo además más de cuarenta goles pese a que no siempre jugó en la delantera ya que era polifuncional jugando en diferentes posiciones de la cancha.
Luego de jugar en Deportes Concepción se radicaría en la ciudad penquista donde también tendría un breve paso como entrenador en los lilas durante la Primera División de 1981.

## Trayectoria

### Como futbolista
Comenzó jugando de manera amateur en el Club Unión Santa Elena de Valparaíso para luego pasar al Santiago Wanderers de la misma ciudad donde debutaría en 1955 siendo luego de esta temporada un nombre recurrente en los onces iniciales de la escuadra porteña convirtiéndose en pieza clave de las obtenciones del título de primera división de 1958, el primero de su club, para seguir esta tendencia con la obtención de las Copa Chile de  1959 y 1961, en la segunda sería además el goleador del torneo con seis goles.
Tras diez temporadas jugando con los porteños partiría en 1965 a un recién formado Green Cross Temuco para luego seguir en tierras sureñas para jugar dos temporadas por Deportes Concepción y una última en Naval.

### Como entrenador
Fue entrenador de Deportes Concepción en la Primera División de 1981 hasta ser remplazado por Jaime Ramírez en una campaña que terminaría con el descenso del club penquista a la Segunda División de Chile.

## Selección nacional
Fue parte de la Selección de fútbol de Chile debutando el 21 de marzo de 1959 en el Campeonato Sudamericano 1959 de Argentina en un empate a un gol frente a Perú jugando tres partidos de dicha competición.
Luego de su participación en copa con la selección absoluta, sería parte de competiciones amistosas siendo el último de sus partidos frente a Uruguay en un empate sin goles el 8 de marzo de 1965 en un encuentro válido por la Copa Juan Pinto Durán.

### Participaciones en Copa América
| Copa                         | Sede      | Resultado     | Partidos | Goles |
| ---------------------------- | --------- | ------------- | -------- | ----- |
| Campeonato Sudamericano 1959 | Argentina | Quinto puesto | 3        | 0     |

## Clubes

### Como futbolista
| Club                | País  | Año       |
| ------------------- | ----- | --------- |
| Santiago Wanderers  | Chile | 1955-1964 |
| Green Cross-Temuco  | Chile | 1965-1967 |
| Deportes Concepción | Chile | 1968-1969 |
| Naval               | Chile | 1970      |

### Como entrenador
| Club                | País  | Año  |
| ------------------- | ----- | ---- |
| Deportes Concepción | Chile | 1981 |

## Palmarés

### Como futbolista

#### Títulos nacionales
| Título           | Club               | País  | Año  |
| ---------------- | ------------------ | ----- | ---- |
| Primera División | Santiago Wanderers | Chile | 1958 |
| Copa Chile       | Santiago Wanderers | Chile | 1959 |
| Copa Chile       | Santiago Wanderers | Chile | 1961 |

(*) Incluyendo la selección

#### Distinciones individuales
| Distinción          | Año  |
| ------------------- | ---- |
| Goleador Copa Chile | 1961 |